# Brohl
Brohl là một xã thuộc huyện Cochem-Zell, bang Rheinland-Pfalz, Đức. Xã này có diện tích 5,88 ki-lô-mét vuông.